# ابن السني
أبو بكر أحمد بن محمد بن إسحاق بن إبراهيم بن أسباط الهاشمي الجعفري مولاهم الدينوري المعروف ب ابن السني (280 هـ - 364 هـ / 894 - 974) عالم دين مسلم وأحد رواة الحديث الشريف، وهو مؤلف كتاب عمل اليوم والليلة  ومختصِر سنن النسائي الصغرى.

## روايته للحديث النبوي
- من أبرز شيوخه: أبو خليفة الجمحي، وأحمد بن شعيب النسائي، وأبي يعقوب إسحاق المنجنيقي، وعمر بن أبي غيلان البغدادي، ومحمد بن محمد بن الباغندي، وزكريا الساجي، وأبو القاسم البغوي، وعبد الله بن زيدان البجلي، وأبي عروبة الحراني، وجماهر بن محمد الزملكاني، وسعيد بن عبد العزيز، ومحمد بن خريم، وأحمد بن الحسن بن عبد الجبار الصوفي.[1]
- ممن روى عنه: أبو علي أحمد بن عبد الله الأصبهاني، وأبو الحسن محمد بن علي العلوي، وعلي بن عمر الأسدآباذي، والقاضي أبو نصر الكسار.[1]

## كتبه
من تصانيفه:
- سنن النسائي الصغرى: هو الذي اختصره واقتصر على رواية مختصره.
- كتاب عمل اليوم والليلة.
- كتاب القناعة.
- الإيجاز في الحديث.
- الطب النبوي.
- الصراط المستقيم.
- فضائل الأعمال.